# Dekanat Janów Lubelski
Dekanat Janów Lubelski – jeden z 25 dekanatów w rzymskokatolickiej diecezji sandomierskiej.

## Parafie
W skład dekanatu wchodzi 11 parafii:
- Parafia Matki Bożej Królowej Polski w Andrzejowie – Andrzejów
- parafia św. Anny – Branew
- parafia św. Jacka – Chrzanów
- parafia Matki Boskiej Częstochowskiej – Dzwola
- parafia św. Teresy od Dzieciątka Jezus – Godziszów
- parafia św. Jadwigi Królowej – Janów Lubelski
- parafia św. Jana Chrzciciela – Janów Lubelski
- parafia św. Józefa Robotnika – Kocudza
- parafia św. Maksymiliana Kolbego – Krzemień
- parafia św. Wojciecha – Momoty Górne
- parafia Wniebowstąpienia Pańskiego – Wólka Ratajska

## Sąsiednie dekanaty
Biłgoraj – Południe (diec. zamojsko-lubaczowska), Biłgoraj – Północ (diec. zamojsko-lubaczowska), Modliborzyce, Stalowa Wola – Północ, Turobin (archidiec. lubelska), Ulanów.